# Podvranić
Podvranić je naseljeno mjesto u gradu Širokom Brijegu, Federacija Bosne i Hercegovine, BiH.
Nalazi se na magistralnoj cesti M 6.1, između Posušja i Širokog Brijega, u podnožju prijevoja Vranić.
U Podvraniću djeluje područna osnovna škola čije je sjedište u Kočerinu.

## Stanovništvo

### 1991.
Nacionalni sastav stanovništva 1991. godine, bio je sljedeći:
ukupno: 182
- Hrvati - 182 (100%)

### 2013.
Nacionalni sastav stanovništva 2013. godine, bio je sljedeći:
ukupno: 150
- Hrvati - 150 (100%)